# Manganotantalita
La tantalita-(Mn), també coneguda com a manganotantalita, és un mineral de la classe dels òxids, que pertany al grup de la columbita. S'anomena així pel seu contingut de manganès i per la figura procedent de la mitologia grega, Tantalus, per la seva resistència a ser dissolta.

## Característiques
La tantalita-(Mn) és un òxid de fórmula química MnTa₂O₆. Cristal·litza en el sistema ortoròmbic. La seva duresa a l'escala de Mohs és 6.
Segons la classificació de Nickel-Strunz, la Tantalita-(Mn) pertany a «04.DB - Metall:Oxigen = 1:2 i similars, amb cations de mida mitja; cadenes que comparteixen costats d'octàedres» juntament amb els següents minerals: argutita, cassiterita, plattnerita, pirolusita, rútil, tripuhyita, tugarinovita, varlamoffita, byströmita, tapiolita-(Fe), tapiolita-(Mn), ordoñezita, akhtenskita, nsutita, paramontroseïta, ramsdel·lita, scrutinyita, ishikawaïta, ixiolita, samarskita-(Y), srilankita, itriorocolumbita-(Y), calciosamarskita, samarskita-(Yb), ferberita, hübnerita, sanmartinita, krasnoselskita, heftetjernita, huanzalaïta, columbita-(Fe), tantalita-(Fe), columbita-(Mn), qitianlingita, columbita-(Mg), magnocolumbita, tantalita-(Mg), ferrowodginita, litiotantita, litiowodginita, titanowodginita, wodginita, ferrotitanowodginita, wolframowodginita, tivanita, carmichaelita, alumotantita i biehlita.

## Formació i jaciments
La tantalita-(Mn) ha estat descrita en tots els continents.